# Lappholmen
Lappholmen är en ö i Finland. Den ligger i Norra kvarken och i kommunen Vörå i den ekonomiska regionen  Vasa i landskapet Österbotten, i den västra delen av landet. Ön ligger omkring 37 kilometer nordöst om Vasa och omkring 380 kilometer norr om Helsingfors.
Öns area är 15,9 hektar och dess största längd är 0,8 kilometer i sydväst-nordöstlig riktning.